# Spyridon van Tremithus

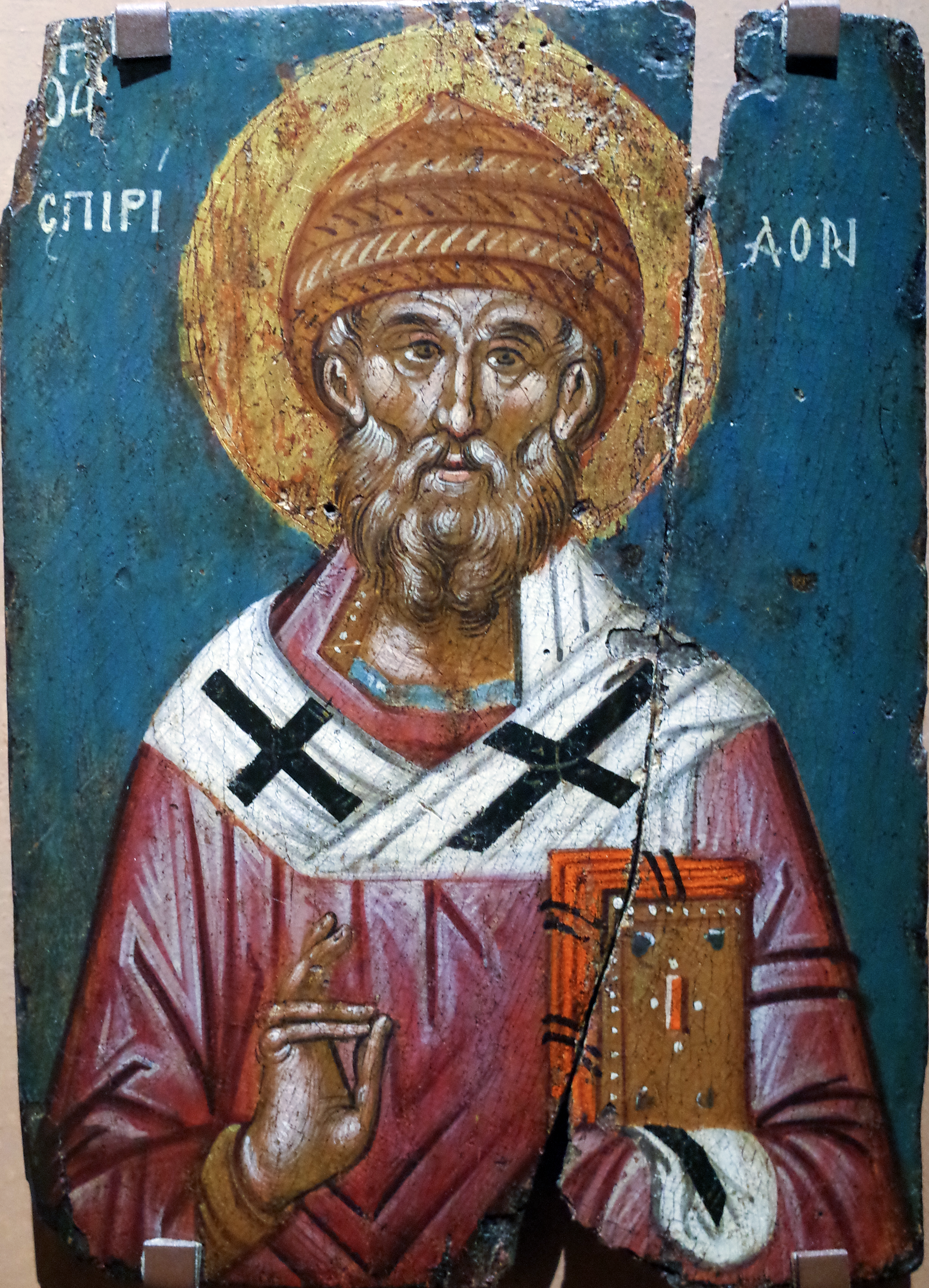
De heilige Spyridon, de bisschop-herder

Spiridon (Grieks: Ἅγιος Σπυρίδων, Ágios Spyrídon) (Cyprus, circa 270 – aldaar, 348) was bisschop van Tremithus ten tijde van het Romeinse Rijk. Tremithus was een bisschopsstad op Cyprus en werd verwoest tijdens de Kruistochten; Tremithus leeft nog door in het dorp Tremetousia in het district Larnaca in Noord-Cyprus.
Hij is een heilige voor de Oosters-Orthodoxe Kerk en de Rooms-Katholieke Kerk. Op iconen wordt Spyridon afgebeeld met een herdersmuts.

## Namen
Spyridon of Spiridon of Spiros

## Legende
De legenden over Spyridon zijn talrijk bij Byzantijnse kroniekschrijvers. Spyridon leefde in Cyprus tijdens het bestuur van Constantijn de Grote, keizer van Rome. Spyridon zou herder geweest zijn en was gehuwd en vader van kinderen. Na het overlijden van zijn vrouw trok hij in het klooster en werd tot priester gewijd. Toen het bisdom Tremithus een bisschop zocht, werd Spyridon aangeduid omwille van zijn vroom leven en mirakels. Hij zou volgens de mondelinge overlevering deelgenomen hebben aan het Concilie van Nicea (325) doch hiervan bestaan geen geschreven bronnen.
In de legende over Spyridon komen er tientallen mirakels voor. Enkele hiervan volgen hieronder:
- Een vrouw trok naar bisschop Spyridon met haar dode kind in de arm. Spyridon bad voor het meisje en zij kwam terug tot leven. Op dat moment stortte de moeder in en stierf. Ook de moeder werd door de bisschop tot leven gebracht.
- Bisschop Spyridon trok naar een rechter. Deze man zou een vriend van Spyridon valselijk ter dood veroordelen. Spyridon werd gehinderd op zijn reis door een watermassa doch hij liet de stroom afleiden. Zo kwam hij tijdig bij de rechter aan, die onder de indruk was van het mirakel. De vriend van Spyridon werd vrijgesproken.
- Op een jaar vernielden regenbuien de oogst. Armen bedelden bij de rijke Cyprioten omdat dezen goed gevulde voorraadschuren hadden. Een rijke weigerde de poorten van zijn schuren te openen. De armen vroegen Spyridon om raad. Deze antwoordde dat de volgende dag iedereen genoeg te eten zou hebben. ’s Nachts brak er een onweer uit. Het regenwater stroomde door de schuren van de rijke man en voerde de voorraad naar de armen in het dorp.

Spyridon had te lijden onder de christenvervolgingen door keizer Maximinus II Daia doch overleed later op hoge leeftijd. Zijn faam was verspreid over het hele eiland Cyprus.

## Verering

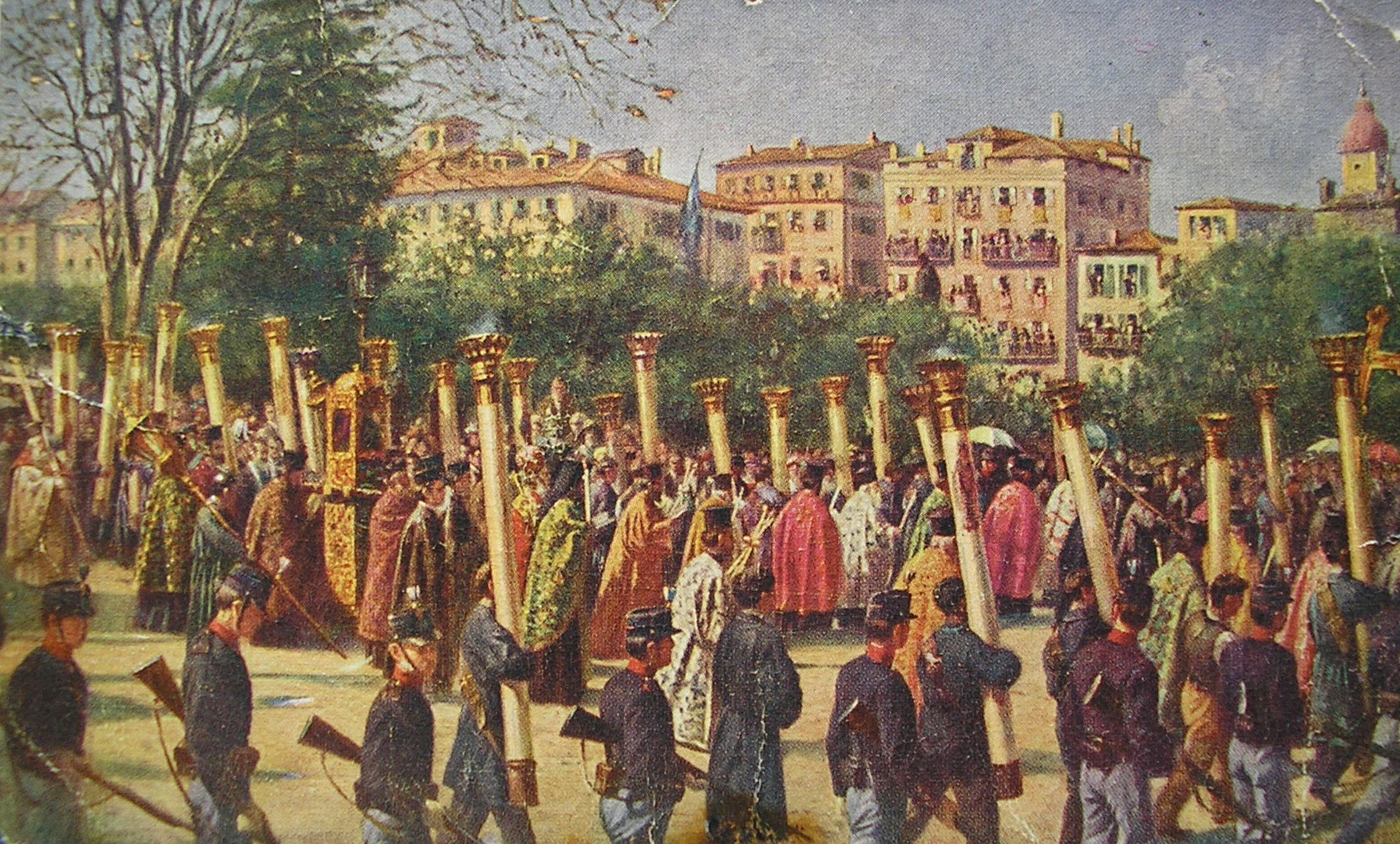
Processie op Korfoe voor de heilige Spyridon

Na zijn dood startte een verering rond zijn graf in Tremithus. Hij werd heilig verklaard. Rond zijn graf ontstonden er verder verhalen over wonderbaarlijke genezingen en andere mirakels. 
Toen de Arabieren op het punt stonden Cyprus binnen te vallen, bracht de geestelijkheid van Tremithus de relikwieën over naar Constantinopel (7e eeuw). Toen Constantinopel in handen viel van de Ottomanen, bracht Giorgios Kalochairetis, een priester uit Korfoe, de relikwieën naar Epirus en finaal in 1456 naar Korfoe. De priester schonk ze aan zijn drie kinderen.
Onder stimulans van de familie Bulgari startte Korfoe met de verering van de heilige Spyridon; dit was de periode dat de Republiek Venetië Korfoe bestuurde. Spyridon is de beschermheilige geworden van het eiland Korfoe. De verering kende hoogtepunten in 1673 toen de inwoners Spyridon aanriepen tegen de pest en in 1716 bij een dreigende Ottomaanse invasie. Tot in de 21e eeuw vinden er vier processies per jaar plaats op Korfoe ter ere van Spyridon.
Orthodoxe kerken genoemd naar de heilige Spyridon zijn onder meer te vinden in Cyprus, Griekenland, Bulgarije, Servië en Kroatië. In Triëst, Noord-Italië, is de Servisch-orthodoxe kerk toegewijd aan de heilige Spyridon.